# Korean Broadcasting System
Korean Broadcasting System (Koreaans: 한국방송공사, Hanguk Bangsong Gongsa, afkorting: KBS) is de nationale openbare omroep van Zuid-Korea. Het werd opgericht in 1927 en exploiteert radio, televisie en onlinediensten en een van de grootste Zuid-Koreaanse televisienetwerken.

## Televisie

### Terrestrisch
- KBS1 - vlaggenschip kanaal, gelanceerd in 1961 (kanaal 9 op digitale terrestrische televisie)
- KBS2 - vermaak en drama, gelanceerd in 1964 (kanaal 7 op digitale terrestrische televisie)
- KBS UHD - ultra high definition (kanaal 66 op digitaal)

### Kabel
- KBS N Life - cultuur en series, gelanceerd in 1995
- KBS Drama - televisieserie, gelanceerd in 2002
- KBS N Sports - sport, gelanceerd in 2002
- KBS Joy - komedie en quizshow, gelanceerd in 2006
- KBS Kids - kinderkanaal, gelanceerd in 2012
- KBS W - kanaal gericht op vrouwelijk publiek, gelanceerd in 2013
- KBS World - internationale omroepdienst, gelanceerd in 2003

## Radio
- KBS Radio 1 (AM/FM)
- KBS Radio 2 (AM/FM)
- KBS Radio 3 (AM/FM)
- KBS 1FM (FM)
- KBS 2FM (89.1 MHz Cool FM)
- KBS Hanminjok Radio
- KBS World Radio

## Dochterondernemingen
- KBS Media - divisie van het productiebedrijf.
- KBS Art Vision - afdeling artistieke visie.
- KBS Business - commerciële afdeling.
- KBS N - betaaltelevisieafdeling.
- KBS i - internetdivisie, gesloten in 2011.
- E-KBS
- KBS America - Amerikaanse dochteronderneming.
- KBS Japan - Japanse dochteronderneming.

## Logo's

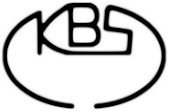
1961 tot 1 maart 1973
2 maart 1973-28 oktober 1984
29 oktober 1984-heden